# Hindu Makkal Katchi
Die Hindu Makkal Katchi (HMK) (dt. hinduistische Volkspartei) ist eine konservative nationalistisch-hinduistisch orientierte Partei im indischen Bundesstaat Tamil Nadu.
Die Hindu Makkal Katchi entstand 1993 als eine Abspaltung von der Hindu Munnani. Ihr Gründer war S. V. Sridhar. Später wurde die Partei von Arjun Sampath geführt, ein weiteres prominentes Parteimitglied war der 2005 ermordete R. Kalidas.
Die Mitglieder der Partei gerieten aufgrund extremistischer Aktionen mehrfach mit dem Gesetz in Konflikt, so wurde zum Beispiel Arjun Sampath 1997 wegen versuchten Mordes inhaftiert. 2008 und 2009 wurden mehrere Parteimitglieder vorbeugend in Polizeigewahrsam genommen, um sie daran hindern nationalistische Demonstrationen auf der zu Sri Lanka gehörenden Insel Kachchatheevu durchzuführen.
In die Schlagzeilen geriet die Hindu Makkal Katchi auch mit Aktionen gegen Frauen und säkular orientierte Inder. Sie zeigte die indischen Filmstars Kushboo Sundar (2006), Shriya Saran (2008) und Mallika Sherawat (2008) wegen des Tragens unsittlicher Kleidung und der Beleidigung hinduistischer Werte an. Außerdem führte sie Aktionen gegen den Kneipenbesuch von Frauen und jugendliche Liebespaare am Valentinstag durch.